# Kontingenztheorie (Führungslehre)
Die Kontingenztheorie ist ein Denkmodell (daher auch oft als Kontingenzmodell bezeichnet) in der Führungsforschung, das in der Unternehmensführung vor allem die Abhängigkeit des Vorgesetzten von seinen persönlichen Eigenschaften und von der Beziehung zu den Geführten thematisiert. Das Modell wird dem Situativen Führungsstil zugerechnet.
Der Ansatz wurde von Fred Edward Fiedler in den 1960ern geprägt und definiert Führungserfolg als Zusammenspiel von Führungsstil und Führungssituation. Seine historischen Wurzeln hat er im Eigenschaftsansatz nach Ralph M. Stogdill und im Führungsstilansatz.

## Grundlagen der Theorie
Der Führungsstil kann von den persönlichen Eigenschaften nicht komplett getrennt werden, da Persönlichkeit stark mit Führungsfähigkeit zusammenhängt. Dies hat letztlich zur Folge, dass eine Führungskraft im Modell Fiedlers nur schwer für neue Situationen ausgebildet werden kann. Vielmehr legt Fiedlers Modell nahe, die entsprechende Situation so lange zu verändern, bis sie auf die jeweilige Führungskraft und deren Führungsstileigenschaften passt. Hierfür hat sich die Kurzformel „engineer the job“ herausgebildet.
Fiedler betrachtet zwei interagierende Faktoren: Den „Führungsstil“ und die „Günstigkeit der Situation“. Letztere ist abhängig von drei Variablen: der Führer-Mitarbeiter-Beziehung, der „Aufgabenstruktur“ und der „Positionsmacht des Führers“. Diese Variablen werden miteinander kombiniert, wodurch sich insgesamt acht mögliche Situationen ergeben. Anhand des zuvor ermittelten LPC-Wertes (least preferred co-worker), lässt sich jetzt in jeder Situation der Grad der Aufgabenorientierung (niedriger LPC-Wert) oder der Mitarbeiterorientierung (hoher LPC-Wert) bestimmen. Je nach Situation korreliert die Gruppenleistung entweder positiv oder negativ mit dem LPC-Wert.
Durch empirische Untersuchungen konnte Fiedler feststellen, dass in besonders günstigen und in besonders ungünstigen Führungssituationen ein aufgabenorientierter Führungsstil zu höherem Erfolg führt, während sich in Situationen mittlerer Günstigkeit der personenorientierte Führungsstil besser eigne.

## Kritik
Gemäß Heinz Schuler, der sich in seinen Ausführungen auf Lutz von Rosenstiel und Jürgen Wegge beruft, kann diese Theorie als gescheitert angesehen werden.
Ähnlich Oswald Neuberger, der die Kontingenztheorie zwar als erste prüfbare situative Führungstheorie bezeichnet. Den Umgang Fiedlers mit der Kontingenztheorie (der „… alle paar Jahre eine völlig andere Interpretation …“ anbiete) sowie Fiedlers Umgang mit Kritik an dieser Theorie („… war aber nicht bereit, die differenzierte Kritik an Messverfahren und Theorie für Revisionen seines Ansatzes zu nutzen.“) sieht Neuberger aber sehr kritisch: „Seine Arbeit ist ein gutes Beispiel dafür, dass Theorien erst grundlegend geändert oder aufgegeben werden, wenn ihr Begründer gestorben ist.“